# Viktor Smeds
Viktor Reinhold Smeds (Pohjanmaa, Maalahti, Petolahti, 1885. szeptember 18. – Helsinki, 1957. február 22.) olimpiai bronzérmes finn tornász.
Az 1908. évi nyári olimpiai játékokon indult, és mint tornász versenyzett. Csapat összetettben bronzérmes lett.
1930 és 1952 között a Birkózó Világszövetség (Fédération Internationale des Luttes Associées, FILA) elnöke volt.